# Grzegorz Peszke
Grzegorz Peszke (ur. 6 maja 1951, zm. 2 listopada 2023) – polski konstruktor lotniczy, modelarz, wielokrotny mistrz Polski i mistrz świata, współwłaściciel i dyrektor techniczny firmy lotniczej PESZKE S.C.

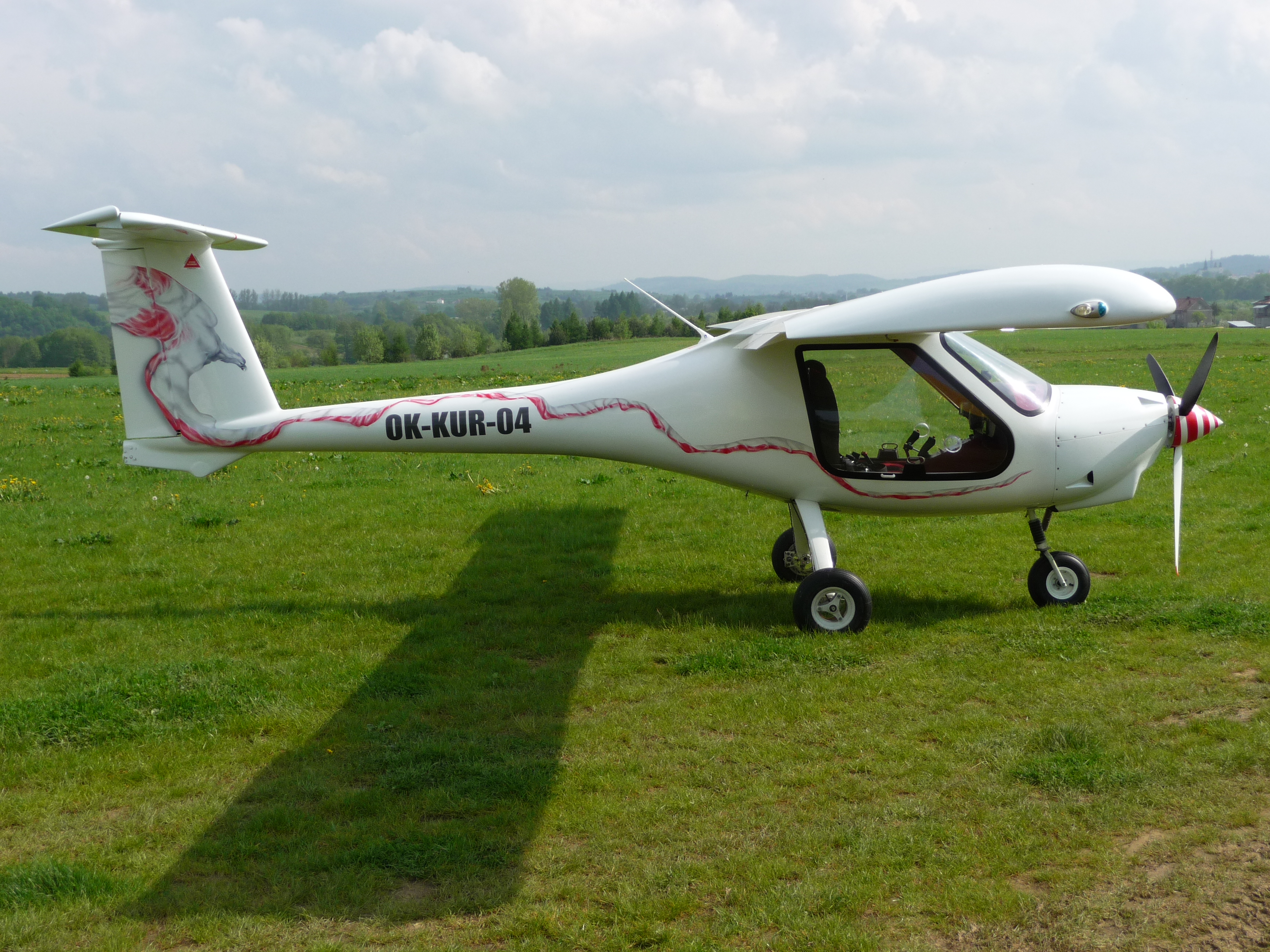
GP-5 – jedna z konstrukcji Grzegorza Peszke

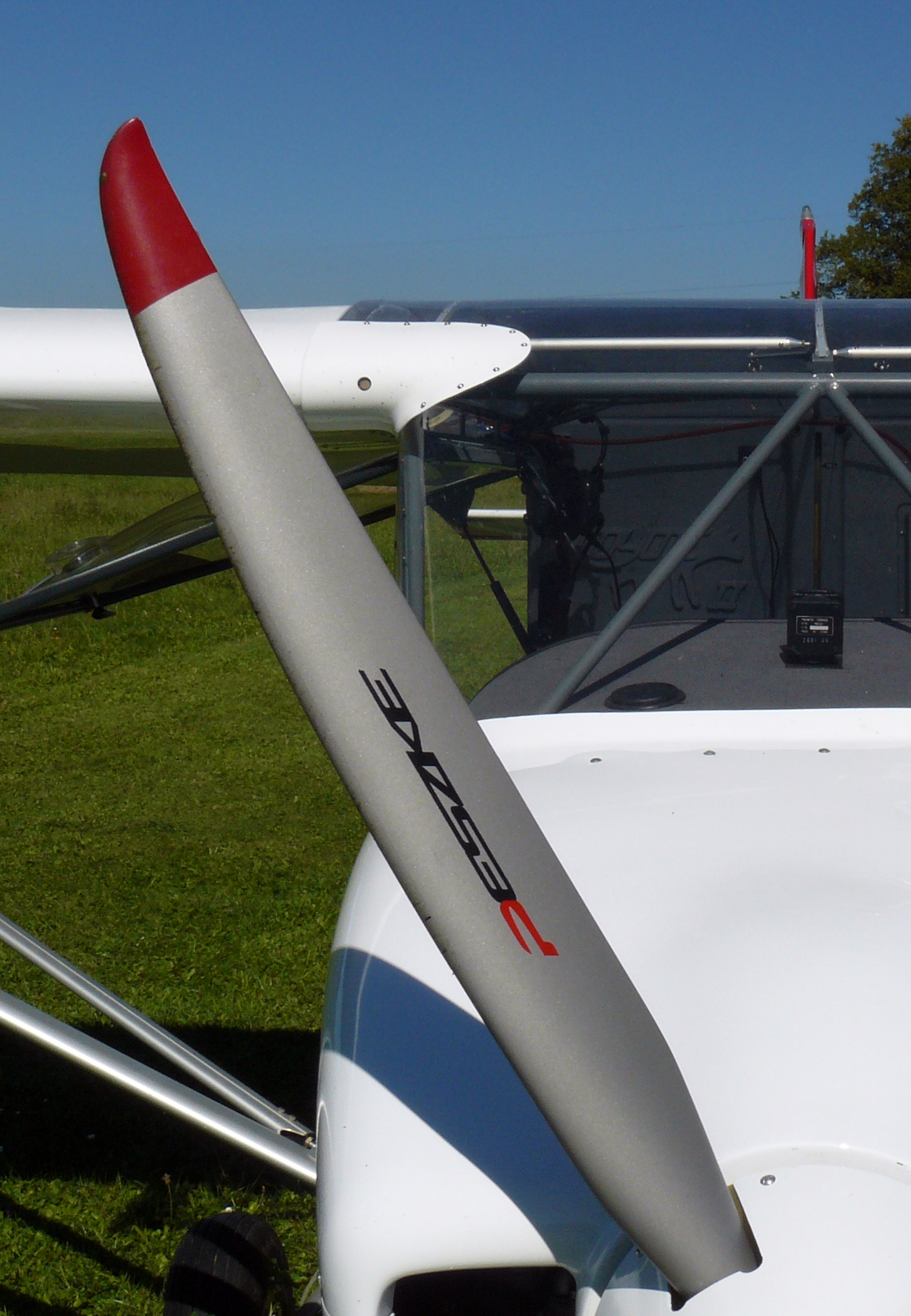
PESZKE, łopata śmigła samolotu

## Życiorys
Grzegorz ukończył liceum ogólnokształcące w Krośnie i podjął studia na Uniwersytecie Śląskim w Katowicach na Wydziale Techniki. Następnie wybrał inny kierunek studiów – lotnictwo na Politechnice Rzeszowskiej. Pasję lotniczą odziedziczył po ojcu Jerzym Peszke, który walczył jako pilot w Dywizjonie Myśliwskim RAF w czasie Bitwy o Anglię. Od 1961 r. pracował jako instruktor samolotowy w Aeroklubie Podkarpackim.

### Sport modelarski
Grzegorz zainteresował się techniką lotniczą. Zaczął budować modele samolotów i szybowców oraz doskonalił technikę pilotażu modeli zdalnie sterowanych w Sekcji Modelarskiej Aeroklubu Podkarpackiego.
Jako zawodnik modelarstwa lotniczego startował na krajowych zawodach modelarskich. Aeroklub Polski powoływał go także na zawody międzynarodowe. W latach 80., wraz z konstruktorem modelarskim Kazimierzem Ginalskim przy współpracy z Politechniką Rzeszowską, wykonał zdalnie sterowany model samolotu PZL M18 Dromader (w skali 1:7,4) z przeznaczeniem do badań tunelowych i prób w locie. Pierwsze sukcesy w sporcie lotniczym modelarskim odniósł w 1973 roku, a w 1982 zdobył rekord świata i Polski. Był to rekord prędkości modelu szybowca wynoszący 109,153 km/h. W 1985 r. i 1986 r. ponownie uzyskał rekordowe wyniki. Rekord odległości lotu w linii prostej (6928 m) modelu szybowca zdalnie sterowanego o napędzie elektrycznym pilotowany był przez Grzegorza Peszke z samochodu osobowego. W kategorii długotrwałości lotu w klasie F3E-S rekord Polski z czasem lotu 4 godziny 2 min 43 sekund oraz rekord odległości lotu w obwodzie zamkniętym.
Swoją fachową wiedzą i doświadczeniem dzielił się publikując artykuły w miesięczniku modelarskim „Modelarz”, w 1984 r. w czasie IV Sympozjum Wiedzy Modelarskiej w Bytomiu wygłosił prelekcję „Tendencje rozwojowe modeli kategorii F3B
W 1999 r. na Mistrzostwach Polski Szybowców RC w Tęgoborzu zawodnik Andrzej Krupa wywalczył I miejsce modelem zaprojektowanym i wykonanym przez Grzegorza Peszke.

### Konstruktor lotniczy
W 1989 r. założył w Krośnie firmę Z.P.P Aero-Sail która produkowała czasze anten satelitarnych kompozytowe, a od swoją wiedzę na temat aerodynamiki i konstrukcji lotniczych oraz zdobyte w czasie studiów i doświadczenie podczas budowy i projektowania modeli szybowców o rozpiętości skrzydeł dochodzącej do 6 m i masie startowej 2,3 kg, wykorzystał do budowy i produkcji wyczynowych modeli zdalnie sterowanych oraz projektowania celów latających dla wojska. Zaprojektował i rozpoczął produkcję śmigieł do motolotni i motoparalotni, wiatrakowców.
Następnym zrealizowanym projektem był jednomiejscowy szybowiec ultralekki „Redbullina” zbudowany na konkurs Red Bull Flugtag odbywający się we wrześniu 1999 r. w Krakowie, szybowiec zdobył nagrodę za najdłuższy lot.
W 2002 r. zaprojektował i rozpoczął produkcję serii śmigieł kompozytowych (węglowo-epoksydowe) do samolotów ultralekkich, lekkich i specjalnych.
Od czasu wykonania prototypu GP10 nawiązał współpracę z mistrzem świata w szybownictwie
Sebastianem Kawą, który jako konsultant techniczny uczestniczył w rozwoju następnych wersji szybowców GP.
Firma Aero-Sail zmieniła nazwę w 2007 r. na Peszke S.C.
W ramach współpracy z czeską firmą lotniczą Airplines s.r.o. oraz Skyleader a.s. w 2009 r. Peszke zaprojektował samolot GP ONE który miał spełniać wymagania europejskiej klasy UL i amerykańskiej LSA. W ramach projektu firma PESZKE zaprojektowała samolot, wykonała dokumentację techniczną samolotu, wykonała prototyp oraz przygotowała zaplecze produkcyjne dla nowych samolotów oraz wyszkoliła pracowników czeskich w technologii produkcji płatowców. Czeskie firmy zostały inwestorem projektu oraz zapewniły przeprowadzenie procesu certyfikacyjnego samolotu.
Następny projekt GP10 został zaprojektowany i oblatany, z bardzo pozytywnym rezultatem dnia 24 września 2013 r. na lotnisku Jaroměř w Czechosłowacji przez pilota oblatywacza Juraja Cekana. Peszke był autorem projektu i konstruktorem szybowca GP10. Następny projekt Grzegorza Peszke to GP14 VELO powstał przy współpracy z Instytutem Lotnictwa ramach projektu „Lekki szybowiec wyczynowy o innowacyjnej konstrukcji skrzydła”, który współfinansowany był ze środków Programu Operacyjnego Innowacyjna Gospodarka. Szybowiec zaprojektowany został w dwóch wersjach, jako szybowiec bez silnika oraz jako motoszybowiec z chowanym silnikiem elektrycznym pozwalającym na samodzielny start.
Na szybowcu GP14 VELO Sebastian Kawa startował na Mistrzostwa świata w szybownictwie w klasie 13,5-metrowej w 2017 r. zdobył złoty medal w Szatymaz na Węgrzech. Ten typ szybowca Peszke zaprojektował w wersji z silnikiem elektrycznym i śmigłem pchającym pozwalającym na samodzielny start. Śmigło dwułopatowe pchające składa się i chowa się wraz z zespołem napędowego do kadłuba szybowca. Zespół napędowy powstał przy współpracy czeską firmą JETI, znanego na świecie producenta wyposażenia modeli zdalnie sterowanych, np. akumulatorów, silników elektrycznych, regulatorów obrotów, aparatur zdalnego sterowania.

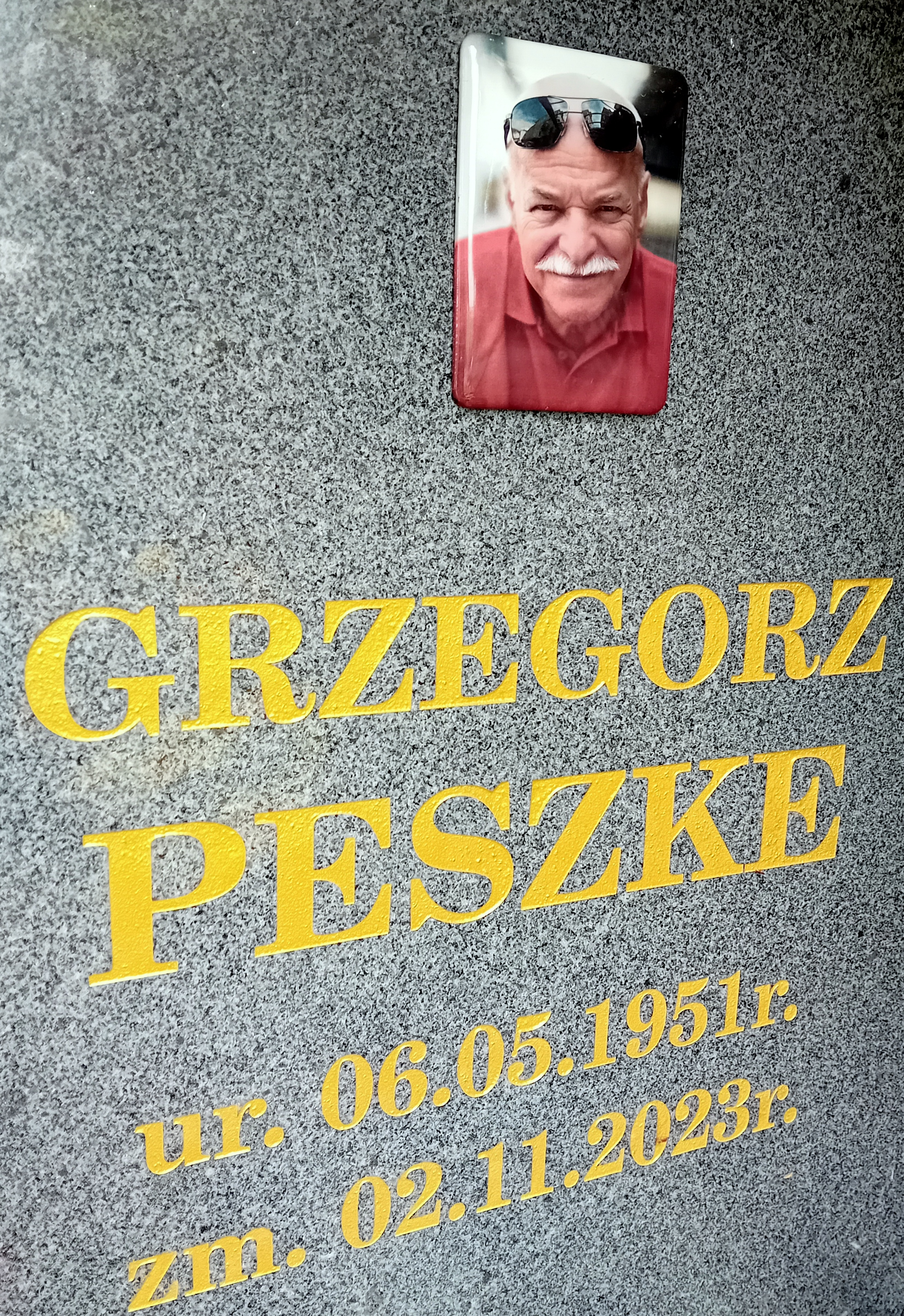
Miejsce pochówku Grzegorza Peszke

Grzegorz Peszke zmarł 2 listopada 2023, a urna z jego prochami została złożona w kolumbarium na Cmentarzu Komunalnym w Krośnie.

## Osiągnięcia sportowe
- 1973 r. wykonał rekordowy przelot modelem kategorii F3F po obwodzie zamkniętym, jednak model w czasie przelotu po pokonaniu 370 km rozpadł się w turbulencji, komisja nie zatwierdziła rekordu[10],
- Międzynarodowe zawody „O Puchar Dwóch Zboczy” rozgrywane w Krośnie i Preszowie, I miejsce (1981)[11],
- Rekord świata i Polski prędkości lotu modelu szybowca zdalnie sterowanego „Laser” w obwodzie zamkniętym – 109,153 km/h (1982 r.)
- Rekord Polski, odległość w obwodzie zamkniętym 182 km klasa F3B (1982r.)[12],
- Rekord świata i Polski odległości lotu w linii prostej 6928 m (klasa F3E), na trasie Nowy Żmigród – Kłopotnica (1985 r.)
- Rekord świata i Polski długotrwałości lotu modelu zdalnie sterowanego wyścigowego z silnikiem elektrycznym w kategorii F5D (4 h 2 min 43 s) (1986 r.)[13],
- Rekord świata i Polski odległości lotu w obwodzie zamkniętym modelu zdalnie z napędem elektrycznym klasy F3E-S (69 km)  (1986 r.)[14]

## Wyróżnienia
Błękitne Skrzydła, honorowe wyróżnienie „Skrzydlatej Polski” za wybitne osiągnięcia w sporcie lotniczym (1983)

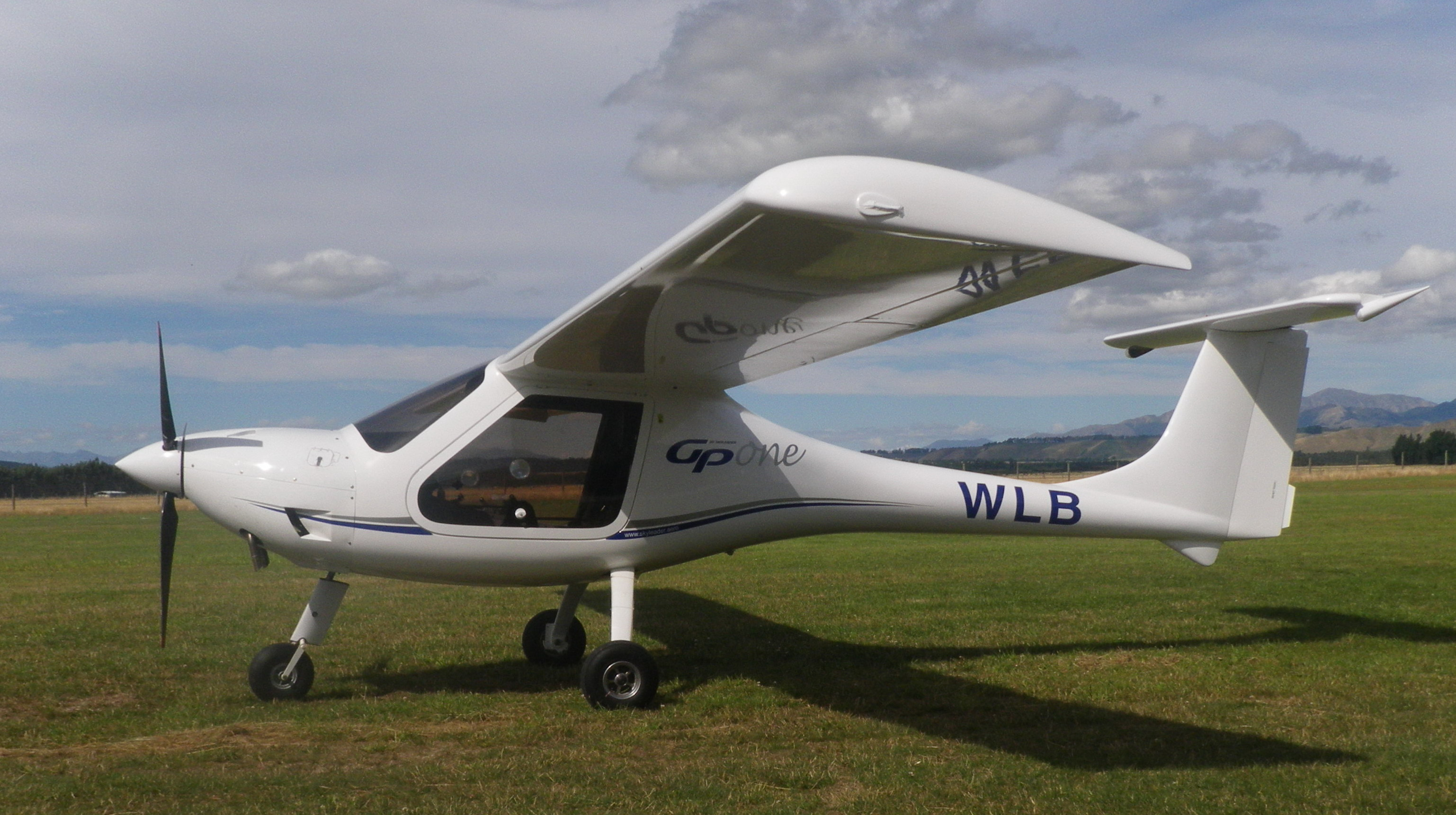
GP One Skylander zarejestrowany w Nowej Zelandii (ZK-WLB)

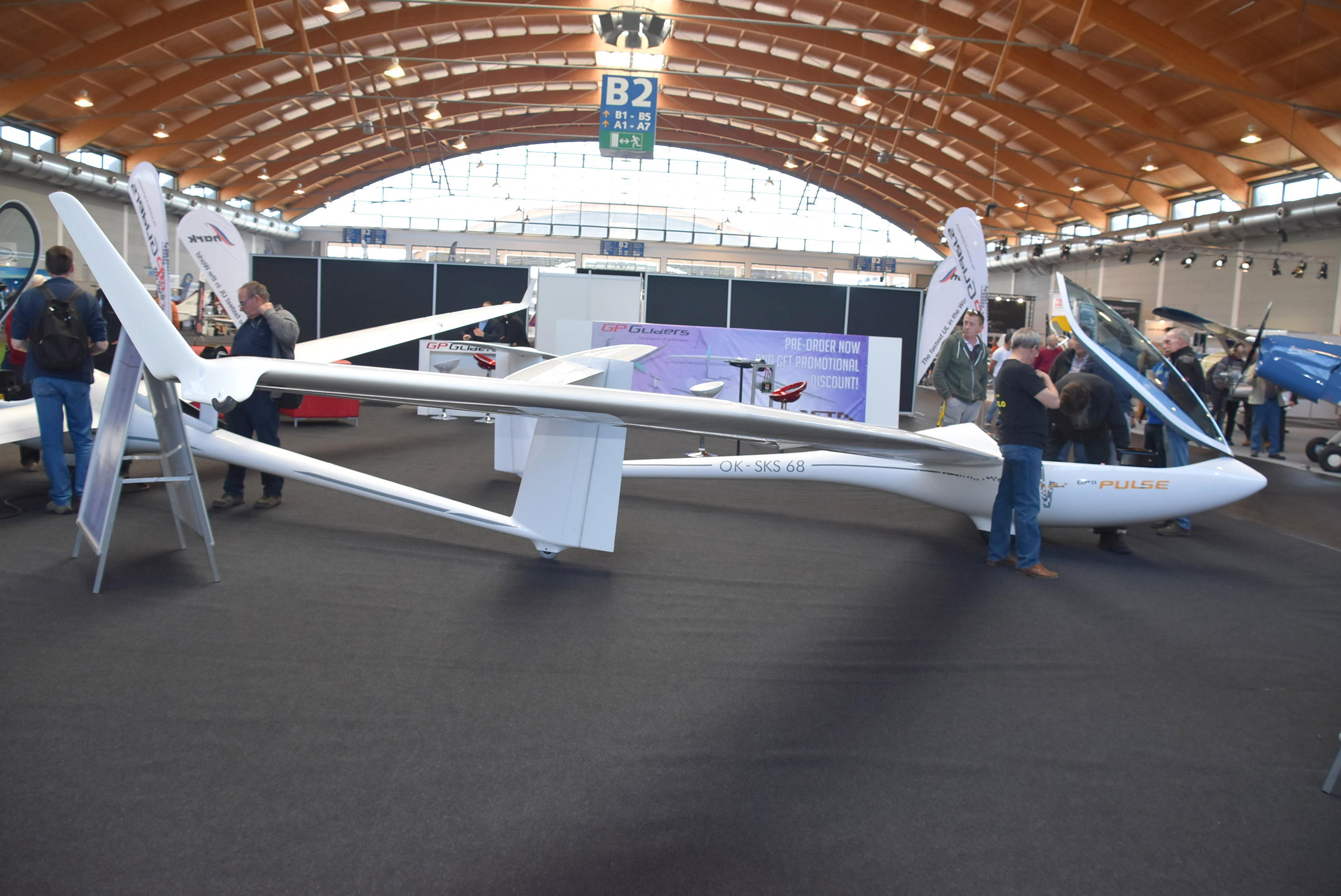
Szybowiec GP10 na międzynarodowych targach lotniczych AERO Friedrichshafen 2016

## Konstrukcje Grzegorza Peszke
| LC-250              | imitator cel latający (1992)               |
| LC-04-250/99        | imitator celu latającego (?)               |
| Peszke „Redbullina” | jednomiejscowy szybowiec ultralekki (1999) |
| LC-360 /GP12        | imitator celu latającego (2000)            |
| LC-430 /GP15        | imitator celu latającego (2000)            |
| GP5                 | dwumiejscowy, samolot ultralekki (2005)    |
| GP ONE /(Skylander) | dwumiejscowy, samolot ultralekki (2010)    |
| GP10 AXIS           | jednomiejscowy, szybowiec (2013)           |
| GP11 PULSE          | jednomiejscowy, szybowiec                  |
| GP12 FLEX           | jedmomiejscowy, szybowiec                  |
| GP14 VELO           | jednomiejscowy, szybowiec                  |